# Karl Dobnigg
Karl Dobnigg (* 13. Mai 1949 in Seiz bei Kammern im Liesingtal) ist ein österreichischer Politiker (SPÖ) und ehemaliger Betriebsrat im voestalpine-Konzern. Dobnigg war von 1999 bis 2008 Abgeordneter zum österreichischen Nationalrat und ist seit 2005 Bürgermeister von Kammern im Liesingtal.

## Ausbildung und Beruf
Karl Dobnigg wurde am 13. Mai 1949 als Sohn des damaligen Eisenbahners und SPÖ-Bürgermeisters von Kammern Karl Gruber und der Friederike Dobnigg in Seiz bei Kammern im Liesingtal geboren. Er hatte aus wirtschaftlicher Sicht keine einfache Kindheit und half bereits in jungen Jahren seiner Mutter, die zeitweise als Erntehelferin arbeitete, beim Pflücken und Verkaufen von Himbeeren. Von 1955 bis 1959  besuchte er die Volksschule in Seiz und im Anschluss bis 1963 die Hauptschule in Mautern. Er erlernte danach den Beruf des Maschinenschlossers und besuchte zu diesem Zwecke von 1963 bis zur Beendigung seiner Ausbildung im Jahre 1967 die Werksschule Donawitz sowie die Berufsschule. Danach leistete er zwischen 1968 und 1969 seinen Präsenzdienst ab und begann bereits kurz nach seiner Rückkehr ins Hüttenwerk Donawitz im Jahre 1969 mit seiner Tätigkeit als Lehrlingsausbildner und späterer Lehrmeister, die er bis 1988 ausübte. Dazwischen absolvierte er von 1971 bis 1974 die Werkmeisterschule für Berufstätige, die er mit Auszeichnung abschloss. Von 1988 bis 2000 war Dobnigg freigestellter Angestelltenbetriebsrat und stieg bei der Wahl im Jahr 2000 zum freigestellten Betriebsratsvorsitzenden der Angestellten der voestalpine in Donawitz auf. Dieser wurde zuvor vor allem von der ÖVP dominiert; bei der zweiten Betriebsratswahl Anfang der 2000er Jahre erhielt das SPÖ-Mitglied Dobnigg rund 89 Prozent der Stimmen. Nach 48 Jahren und drei Monaten (inkl. Lehrzeit) bei der voestalpine und ihrer Vorgängerbetriebe trat Dobnigg mit 31. Dezember 2012 in seiner Funktion als Betriebsratsvorsitzender und Sprecher des Angestelltenbetriebsrates in der Division Bahnsysteme seinen Ruhestand an.

## Politische Laufbahn
Bereits ab Mitte der 1960er Jahre gehörte Dobnigg dem SPÖ-Parteiausschuss an und schaffte 1975 erstmals den Einzug in den Gemeinderat von Kammern im Liesingtal, dem er in weiterer Folge bis 1980 angehörte. Danach fungierte er bis 2000 als Gemeindekassier und war von 2000 bis 2005 hinter Josef Sprung (1940–2018) Vizebürgermeister seiner Heimatgemeinde. Bereits 2000 war die SPÖ die stimmenstärkste Partei Kammerns, jedoch stellte damals eine Koalition aus ÖVP und FPÖ den Bürgermeister. Bei den Gemeinderatswahlen in der Steiermark 2005 holte Dobnigg für die SPÖ den Bürgermeistersessel zurück und war damit der erste „rote“ Bürgermeister Kammerns seit seinem Vater, der das Amt von 1947 bis 1950 innegehabt hatte. Unter seiner Amtszeit als Bürgermeister entstand unter anderem auf dem Areal der ehemaligen Tischlerei Habenbacher/Loidl auf einer Fläche von 27.600 m² (mit Erweiterungspotenzial) das Projekt „Wohnpark Kammern“.
Hierbei entstand ab der zweiten Hälfte der 2010er Jahre eine Mischsiedlung aus Mehr- und Einfamilienhäusern sowie ein an das nahegelegene SeneCura-Pflegeheim Viola, das ebenfalls unter Dobniggs Zeit als Bürgermeister errichtet und am 1. Februar 2007 eröffnet worden war, angeschlossenes Betreutes Wohnen. Das Seniorenzentrum Viola war trotz längerem Widerstands der steirischen Landesregierung und des damaligen Landesrats Kurt Flecker, die meinten, dass in Kammern kein Bedarf für eine solche Einrichtung bestehe, sowie eines langjährigen Rechtsstreits Mitte der 2000er Jahre umgesetzt worden. Ab den 2010er Jahren wurde eine fünfstellige Geldsumme in den Ausbau und die Sanierung der Wasserversorgung der Marktgemeinde Kammern investiert. Zudem fand im Jahr 2010 auf dem am 22. Juni 2008 feierlich eröffneten neue multifunktionale Marktplatz – damals noch Dorfplatz – im Beisein des damaligen steirischen Landeshauptmanns Franz Voves die Erhebung der bisherigen Ortsgemeinde zur Marktgemeinde statt. Auch der drohende Wegfall des einzigen Nahversorgers im Ort konnte in den Jahren 2008/09 durch Intervention von Karl Dobnigg abgewendet werden. Zu ebendieser Zeit wurde am 8. November 2009 auch der Museumshof Kammern eröffnet.
Seit 1976 ist Dobnigg zudem Ortsparteivorsitzender der SPÖ Kammern und trat auch viele Jahre lang als Kultursprecher der Gemeinde in Erscheinung.
Nach den Nationalratswahl in Österreich 1999 zog Dobnigg am 29. Oktober 1999 in den Nationalrat ein und vertrat die SPÖ darin bis zum 27. Oktober 2008 (XXI., XXII. und XXIII. Gesetzgebungsperiode). Des Weiteren trat er bis 2008 auch als SPÖ-Seniorensprecher in Erscheinung.

## Privates
Mit seiner Ehefrau Roswitha, die er 1973 geheiratet hatte, hat er die beiden Kinder Karlheinz Dobnigg (* 1976) und Daniela Dobnigg (* 1981; seit 2012: verheiratete Schmickl). Außerdem ist er dreifacher Großvater (Stand: 2023). Seine Ehefrau war jahrzehntelang SPÖ-Mitglied und über 30 Jahren Vorsitzende der SPÖ-Frauen. Darüber hinaus gehörte sie über drei Jahrzehnte dem SPÖ-Ortsparteiausschuss sowie dem Bauausschuss des Kinderfreundehauses an und saß im Regionalausschuss der SPÖ-Frauen. Über 40 Jahre lang fungierte sie als Schriftführerin der Kammerner Kinderfreunde und war seit ca. 2012 Kassierin beim ASKÖ-Sportverein. Sie starb überraschend im Sommer 2024. Zusammen mit seiner Ehefrau lebte Karl Dobnigg in einem Eigenheim in Seiz, das er ab 1980 selbst gebaut hatte.
Seit seiner Schulzeit ist Dobnigg begeisterter Briefmarkensammler und betätigt sich auch als Skifahrer und Eisstockschütze.

## Auszeichnungen
- Goldenes Ehrenzeichen der Gemeinde Kammern im Liesingtal
- Großes Silbernes Ehrenzeichen für Verdienste um die Republik Österreich: 2009[8][9]
- Verleihung der Viktor-Adler-Plakette: 2018[4]